# Refrakcja atmosferyczna

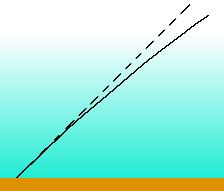
Refrakcja atmosferyczna – pozorny i rzeczywisty bieg promienia światła w atmosferze

Refrakcja atmosferyczna – zjawisko ugięcia promieni świetlnych w atmosferze ziemskiej. Jeżeli ugięciu ulega światło docierające do ziemskiego obserwatora spoza atmosfery (od innych ciał niebieskich), zjawisko nazywamy refrakcją astronomiczną. Powoduje ona pozorne przesunięcie obserwowanego położenia obiektów astronomicznych na niebie. Jeżeli ugięciu ulega światło docierające od innych obiektów na Ziemi, mówimy o refrakcji ziemskiej. Ma ona znaczenie w geodezji i nawigacji. Refrakcja ziemska jest też odpowiedzialna za powstawanie miraży.

## Mechanizm zjawiska

Bieg promienia światła w ośrodku o zmiennym współczynniku załamania

Atmosfera ziemska jest ośrodkiem niejednorodnym. Współczynnik załamania światła w powietrzu zależy od jego gęstości (zgodnie ze wzorem Lorentza-Lorenza), a także w pewnej mierze od wilgotności. Gęstość powietrza zależy od ciśnienia i temperatury, zależących z kolei od wysokości. Współczynnik załamania światła w atmosferze zmienia się więc z wysokością od wartości 1 w przestrzeni kosmicznej, do ok. 1,000293 przy powierzchni Ziemi (w temperaturze 0 °C i pod ciśnieniem normalnym).
Promień świetlny, padający na taki niejednorodny ośrodek pod pewnym kątem do kierunku zmian współczynnika załamania, ulega ugięciu (refrakcji) i wędruje w ośrodku po krzywej. Dobrym przybliżeniem ośrodka niejednorodnego jest ośrodek złożony z cienkich jednorodnych warstw, każda o innym stałym współczynniku załamania. Na granicy kolejnych warstw następuje załamanie promienia, zgodnie z prawem Snella, promień biegnie więc po linii łamanej, zmieniając kierunek na każdej granicy warstw (rysunek). W granicy nieskończenie małej grubości warstw łamana ta przechodzi w gładką krzywą.
Efektem takiego przebiegu światła jest zmiana kierunku – promień opuszczający ośrodek porusza się w ogólności pod innym kątem, niż promień do niego wchodzący. Wielkość tego ugięcia zależna jest od zmienności współczynnika załamania, a także od kąta pod jakim promień wpada do ośrodka. Dla promieni wpadających równolegle do gradientu współczynnika załamania ugięcie nie występuje.
Chociaż o refrakcji mówi się najczęściej w odniesieniu do światła widzialnego, zjawisko to dotyczy, w różnym stopniu, także innych typów promieniowania elektromagnetycznego przechodzącego przez atmosferę ziemską.

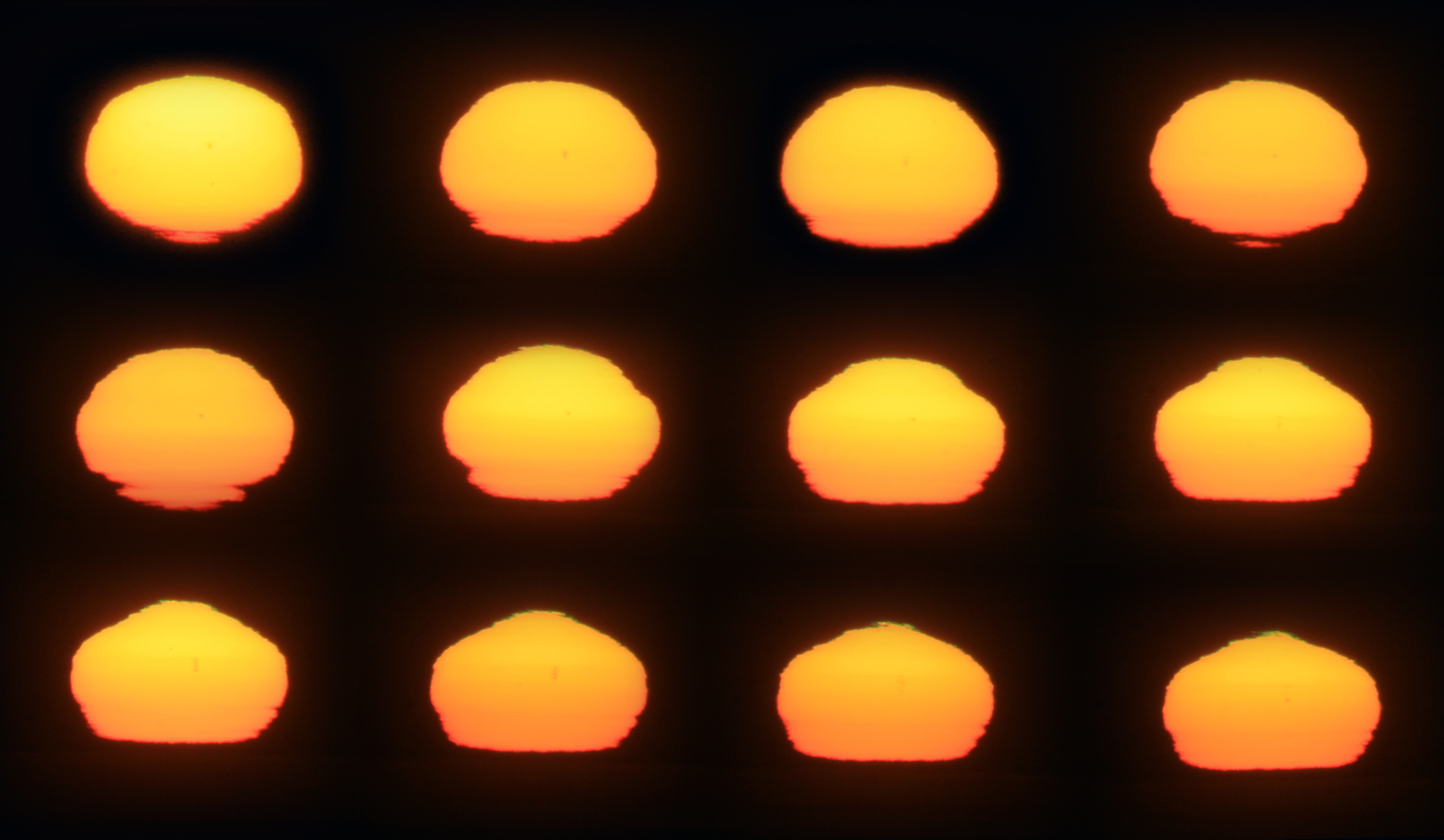
Deformacja tarczy słonecznej, ze zjawiskiem zielonego promienia tuż przed zachodem słońca

## Refrakcja astronomiczna
Refrakcja atmosferyczna ma wpływ na większość obserwacji astronomicznych prowadzonych z powierzchni Ziemi. Światło, przechodząc przez coraz gęstsze warstwy atmosfery, ugina się w kierunku „do Ziemi”, przez co rejestrowane jest pod większym kątem (dalej od horyzontu), niż wskazywałoby na to rzeczywiste położenie jego źródła. Dlatego refrakcja powoduje przede wszystkim zmniejszenie odległości zenitalnej obserwowanych ciał niebieskich. Zależność refrakcji od odległości zenitalnej powoduje zniekształcenia obserwowanych obiektów, widoczne przede wszystkim tuż nad samym horyzontem, gdzie refrakcja jest najsilniejsza. Zjawisko dyspersji powoduje, że refrakcja atmosferyczna zależy od długości fali światła, co utrudnia precyzyjne pomiary spektroskopowe punktowych źródeł. Wreszcie, gradienty temperatury i ciśnienia w atmosferze i wywołane nimi ruchy powietrza powodują, że refrakcja nie jest stała w czasie. Obserwowane obiekty wydają się drgać i migotać, a ich obrazy „rozmywają się”, ograniczając rozdzielczość kątową, z jaką można prowadzić obserwacje.

### Zmiana odległości zenitalnej ciał niebieskich
Refrakcja atmosferyczna zmienia pozornie położenie obiektów na niebie, przesuwając je w stronę zenitu, czyli zmniejszając odległość zenitalną. Efekt ten znika dla obiektów w zenicie i rośnie z rosnącą odległością zenitalną. W odległości 45° od zenitu przesunięcie wynosi ok. 1 minuty kątowej, 3,5 minuty przy 75°, a w pobliżu horyzontu rośnie bardzo szybko, osiągając na horyzoncie wielkość ok. 35 minut kątowych (dla temperatury 0 °C i ciśnienia 760 mm Hg). Powyższe wartości poprawek położenia zależą silnie od lokalnych warunków w miejscu obserwacji (przede wszystkim temperatury i ciśnienia powietrza). Wzrost temperatury o 10 °C zmniejsza poprawkę o ok. 3%, wzrost ciśnienia o 10 mm Hg zwiększa ją o ok. 2%. Dlatego rzeczywista poprawka na refrakcję na horyzoncie waha się w granicach 30–40 minut kątowych.
Aby zminimalizować wpływ tego efektu na wyznaczanie pozycji ciał niebieskich, astronomowie starają się tak zaplanować obserwacje, by obserwowany obiekt znajdował się w pobliżu zenitu, oraz dodają do wyznaczonych pozycji poprawkę na refrakcję. Dla odległości zenitalnych poniżej 45° poprawka na refrakcję może być wyznaczona ze wzoru:
{\displaystyle \Delta z=A\operatorname {tg} z}
gdzie {\displaystyle z} jest odległością zenitalną, zaś {\displaystyle A} zależy od stanu atmosfery. Przykładowo, dla temperatury 0 °C i ciśnienia 760 mm Hg {\displaystyle A} = 60,1″. Dla większych odległości zenitalnych poprawka na refrakcję wyznaczana jest ze specjalnych tablic lub za pomocą odpowiednich programów komputerowych.

#### Refrakcja zenitalna
Stwierdzenie, że refrakcja znika dla promieni świetlnych biegnących pionowo, jest prawdziwe dla atmosfery idealnej, której gęstość zależy tylko od wysokości (nie ma poziomych gradientów gęstości). W rzeczywistości założenie to nie jest zazwyczaj spełnione. Warstwy stałej gęstości mogą być lekko nachylone w stosunku do poziomu, a niewielkie przesunięcie refrakcyjne pojawia się także dla obiektów w zenicie. Efekt ten nazywany jest refrakcją zenitalną lub refrakcją anomalną. Odchylenie to jest niewielkie; w typowych warunkach wynosi kilka setnych sekundy kątowej. W szczególnych sytuacjach, na przykład w rejonach górskich, może być jednak większe i przekraczać 0,1 sekundy.

### Zmiana czasów wschodu i zachodu
Za moment wschodu bądź zachodu ciała niebieskiego uważa się w astronomii moment, gdy odległość zenitalna tego ciała wynosi 90°, czyli jego środek znajduje się na geometrycznym horyzoncie miejsca obserwacji, zakładając, że obserwator jest umieszczony na poziomie ziemi. Ponieważ refrakcja zmienia odległość zenitalną ciał niebieskich, wpływa ona również na moment wschodu i zachodu. Obiekt obserwowany na horyzoncie w rzeczywistości znajduje się o kilkadziesiąt minut kątowych poniżej niego. Refrakcja sprawia więc, że obiekty wschodzą wcześniej i zachodzą później, niż działoby się to przy braku atmosfery.
Wielkość tej zmiany zależy od deklinacji obserwowanego obiektu, szerokości geograficznej miejsca obserwacji i stanu atmosfery. Na przykład dla szerokości geograficznej Warszawy w najdłuższym dniu w roku refrakcja przyspiesza wschód Słońca średnio o 7 minut i o tyle samo opóźnia jego zachód, przedłużając w ten sposób dzień o prawie kwadrans. Szczególnie duży efekt występuje na biegunach, gdzie refrakcja przyspiesza wschód Słońca o dwie doby i o tyle samo opóźnia jego zachód (rozpoczęcie nocy polarnej). Takie zjawisko można zaobserwować np. w Murmańsku, gdzie w pierwszym i drugim dniu (tj.11 i 12 stycznia) po okresie nocy polarnej słońce jest widoczne, mimo że nawet w momencie górowania znajduje się poniżej linii horyzontu.
Kalendarze astronomiczne i programy komputerowe obliczające czasy wschodu i zachodu Słońca i Księżyca uwzględniają zawsze w wyliczanych czasach średnią refrakcję. Ze względu jednak na opisane powyżej zmiany refrakcji z powodu stanu atmosfery, rzeczywiste czasy wschodu i zachodu mogą różnić się od obliczonych. Dla niezbyt dużych szerokości geograficznych różnice te nie przekraczają kilku minut. Ponieważ parametry atmosfery są nieprzewidywalne na więcej niż kilka dni naprzód, kalendarze nigdy nie podają czasów wschodu i zachodu z dokładnością większą niż minutowa.

### Zniekształcenie tarcz Słońca i Księżyca w pobliżu horyzontu

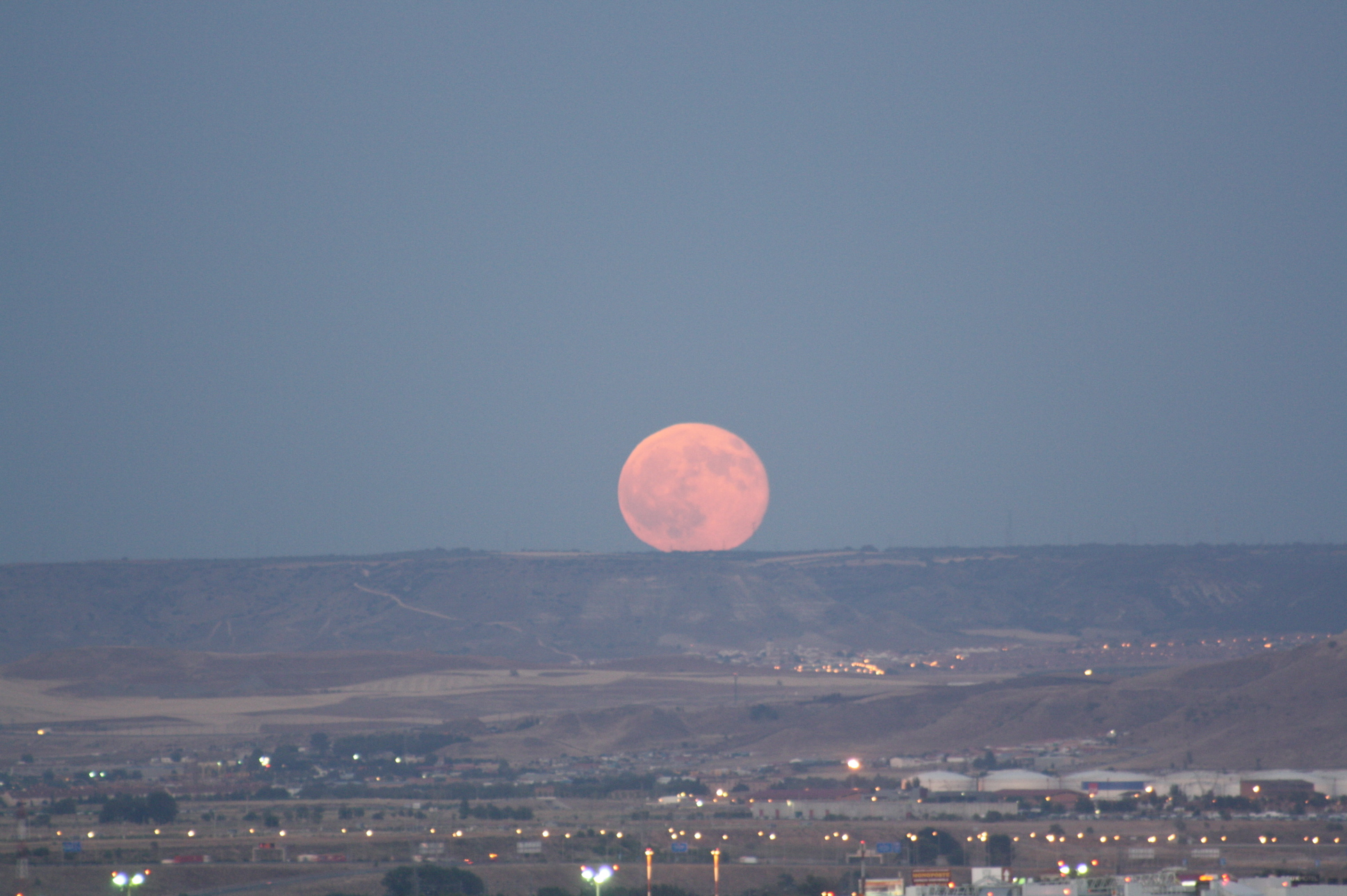
Tarcza Księżyca nad horyzontem, zniekształcona przez refrakcję

W wypadku obiektów rozciągłych, jak tarcze Słońca i Księżyca, refrakcja może powodować ich zniekształcenie. Najczęściej zjawisko widoczne jest jako pozorne spłaszczenie tarczy i jest najsilniejsze nisko nad horyzontem. Widoczna z Ziemi tarcza słoneczna ma przeciętnie średnicę ok. 32 minut kątowych. Wpływ refrakcji powoduje, że w chwili, gdy tarcza słońca dolnym brzegiem „dotyka” horyzontu, ma ona wysokość ok. 27 minut kątowych. Bardzo silna zależność refrakcji od wysokości w obszarze tuż nad horyzontem powoduje, że kształt jej jest przy tym niesymetryczny – w dolnej części spłaszczenie jest silniejsze niż w górnej.
Podobnie jak w wypadku innych zjawisk refrakcyjnych, poziome i pionowe gradienty temperatury w atmosferze mogą istotnie zmodyfikować przebieg zjawiska, nadając tarczom bardziej złożone kształty lub tworząc ich dodatkowe obrazy. Przykładem takiego rzadkiego i bardziej złożonego zjawiska refrakcyjnego może być zielony promień obserwowany czasem przy zachodzie Słońca.

### Drgania atmosfery i seeing
Atmosfera ziemska nie jest statyczna, powietrze jest w ciągłym ruchu, tak pionowym (konwekcja), jak i poziomym (wiatr). Masy powietrza o różnej temperaturze i wilgotności przemieszczają się i mieszają się ze sobą, powodując nieustanne niewielkie, ale szybkie zmiany odchylenia refrakcyjnego, a także jego niejednorodność. Gołym okiem zjawisko to jest widoczne jako migotanie gwiazd – niejednorodności i ruchy powietrza w atmosferze powodują, że zachowuje się ona jak soczewka o nieustannie zmieniającej się ogniskowej, która na zmianę skupia i rozprasza światło gwiazdy, powodując pozorne zmiany jasności. Wielkość tych drgań i niejednorodności astronomowie nazywają seeingiem. „Dobry seeing” oznacza, że atmosfera jest spokojna, obrazy obiektów w teleskopie są ostre, a drgania niewielkie.

Zmienność obrazu negatywowego gwiazdy ε Aur w teleskopie wywołana drganiami atmosfery. Film spowolniony, w rzeczywistości drgania są szybsze

Efektem drgań jest nieustanne przemieszczanie się obrazu obiektu w teleskopie, powodujące rozmywanie się obrazu i utratę szczegółów. Niejednorodności z kolei powodują, że przy dużych powiększeniach obraz punktowego źródła nie jest punktem ani jednorodną plamą, lecz ma złożoną strukturę, widoczną na zdjęciach wykonanych z krótkim czasem naświetlania (obraz obok). Struktura ta szybko się zmienia. Już dla teleskopów o aperturze kilkudziesięciu centymetrów efekty te ograniczają zdolność rozdzielczą instrumentu bardziej niż dyfrakcja światła na jego obiektywie. Efekty te stanowią najpoważniejsze ograniczenie rozdzielczości dla obserwacji astronomicznych prowadzonych z powierzchni ziemi.
Dla zredukowania wpływu drgań atmosfery na obserwacje astronomiczne i poprawienia rozdzielczości stosuje się rozmaite techniki. Istotny jest dobór miejsca obserwacji – duże teleskopy ustawia się z reguły w miejscach wysoko położonych i charakteryzujących się spokojną atmosferą. Wpływ drgań atmosfery jest najmniejszy w pobliżu zenitu (ponieważ światło ma wtedy najkrótszą drogę do przebycia w atmosferze), precyzyjne obserwacje wykonuje się więc dla obiektów położonych możliwie blisko zenitu. Rozdzielczość obrazów jasnych obiektów uzyskanych w klasycznych teleskopach można ponadto poprawiać, stosując techniki takie jak interferometria plamkowa.
Duże nowoczesne teleskopy stosują zaawansowane rozwiązania techniczne: optykę aktywną lub optykę adaptatywną, by zniwelować wpływ drgań atmosfery na obraz obserwowanego obiektu. W rozwiązaniach tych niejednorodności i drgania atmosfery korygowane są przez odpowiednio szybkie zmiany kształtu specjalnego zwierciadła stanowiącego część układu optycznego teleskopu.

## Refrakcja ziemska
Refrakcją ziemską nazywamy wpływ refrakcji atmosferycznej na obserwację obiektów znajdujących się na Ziemi, w pewnej odległości od obserwatora. Promień świetlny wysłany przez obiekt na powierzchni Ziemi nie wędruje po linii prostej, lecz ugina się w atmosferze. Z tych samych przyczyn, dla których refrakcja astronomiczna jest największa dla obiektów w pobliżu horyzontu, efekt refrakcji ziemskiej najsilniejszy jest dla promieni wysłanych równolegle do powierzchni Ziemi. Zjawisko jest istotne przede wszystkim w geodezji, gdzie dokonuje się precyzyjnych pomiarów kątów, pod jakimi widoczne są odległe obiekty. Ugięcie promieni świetlnych w atmosferze wywołuje niewielkie zmiany tych kątów, wpływające na wyniki pomiarów.
Podobnie jak w wypadku refrakcji astronomicznej, wielkość ugięcia zależy od stanu atmosfery: ciśnienia, temperatury i wilgotności. Często stosowanym w geodezji przybliżeniem jest założenie, że krzywizna toru promienia świetlnego jest stała (czyli że światło biegnie po łuku okręgu) i opisanie jej jedną liczbą zwaną współczynnikiem refrakcji. Zdefiniowany jest on jako stosunek promienia krzywizny Ziemi do promienia krzywizny toru światła:
{\displaystyle k={\frac {R}{R'}},}
gdzie {\displaystyle R} jest promieniem krzywizny kuli ziemskiej (ok. 6370 km), a {\displaystyle R'} promieniem krzywizny toru światła. Współczynnik {\displaystyle k} jest tablicowany w funkcji temperatury, ciśnienia atmosferycznego i wilgotności powietrza. W warunkach klimatycznych panujących w Polsce współczynnik ten wynosi przeciętnie ok. 0,13, czyli krzywizna toru promienia światła biegnącego równolegle do powierzchni Ziemi jest ok. 8 razy mniejsza od krzywizny samej Ziemi. Odpowiada to odchyleniu promienia świetlnego od geometrycznej prostej o ok. 1 cm na drodze 1 km. Odchylenie to rośnie proporcjonalnie do kwadratu odległości, na odległości 10 km przekracza już 1 metr.
Założenie o stałości krzywizny nie jest spełnione, jeżeli promień świetlny biegnie pod większym kątem do powierzchni Ziemi, na przykład przy wyznaczaniu wysokości szczytów górskich metodą niwelacji trygonometrycznej. Zmienność ciśnienia i temperatury powietrza z wysokością powoduje, że gradient współczynnika załamania na drodze światła nie jest stały, przez co tor nie jest łukiem okręgu. Równanie toru promienia można rozwiązać, zakładając określoną zależność ciśnienia i temperatury od wysokości i otrzymać w ten sposób poprawkę na refrakcję.
Także przy precyzyjnej niwelacji geometrycznej, posługującej się poziomo biegnącymi promieniami światła, założenie stałości krzywizny może nie być wystarczające ze względu na lokalne niejednorodności atmosfery. Powodują one, że promień wypuszczony równolegle do powierzchni Ziemi nie biegnie po łuku okręgu, lecz po bardziej złożonej krzywej. W sytuacjach takich stosowane są rozbudowane modele matematyczne umożliwiające na podstawie parametrów, takich jak temperatura i ciśnienie atmosfery, nasłonecznienie, wilgotność i ukształtowanie terenu, odtworzyć rozkład temperatury powietrza i ruchy atmosfery w miejscu obserwacji i na tej podstawie precyzyjnie wyliczyć ugięcie promieni świetlnych, a więc i poprawkę na refrakcję.
Zjawisko refrakcji ziemskiej powoduje, że na morzu widoczny horyzont (widnokrąg) leży przeciętnie o 8% dalej, niż horyzont geometryczny, obliczony przy założeniu prostoliniowego rozchodzenia się światła.

### Miraże

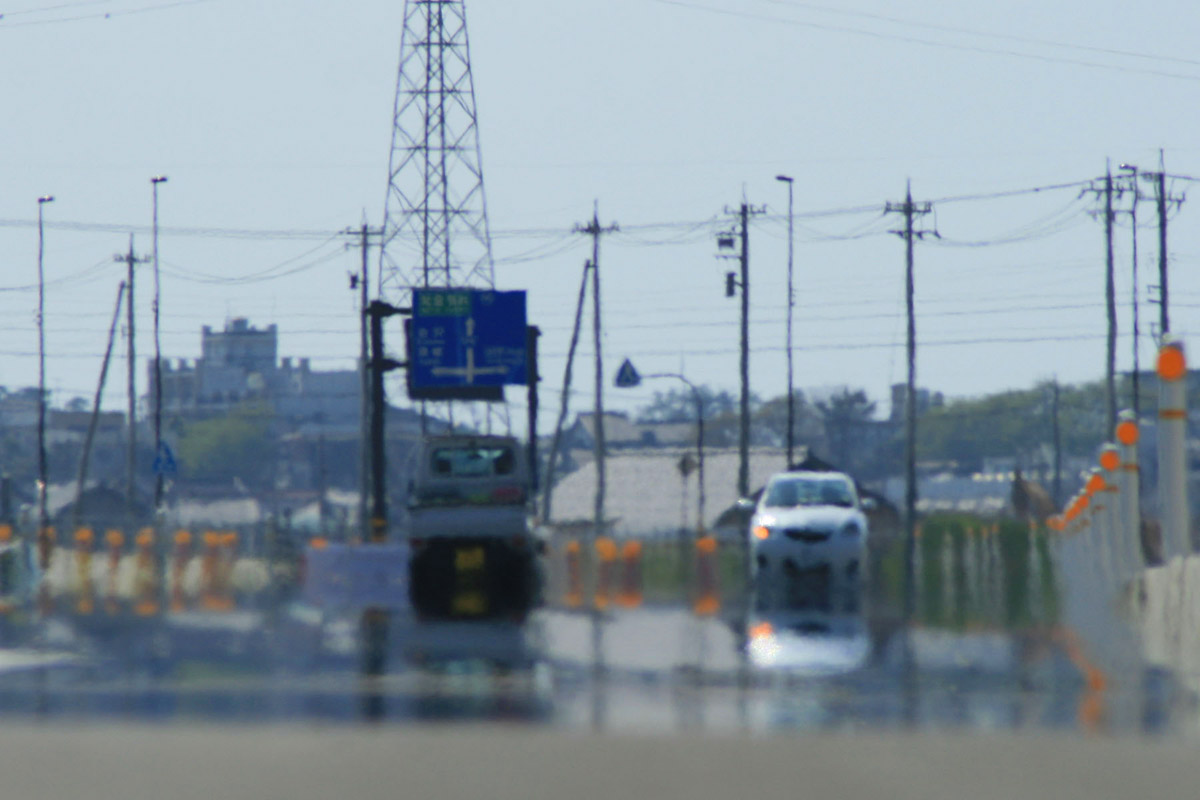
Przykład mirażu dolnego

Podane powyżej wielkości refrakcji ziemskiej dotyczą warunków typowych, w których pionowe zmiany gęstości powietrza wynikają głównie ze zmian ciśnienia z wysokością. Duży pionowy gradient temperatury może istotnie zmienić wielkość refrakcji. Jeżeli temperatura powietrza przy powierzchni Ziemi jest znacznie wyższa od wyżej położonych warstw, możliwe jest odwrócenie kierunku ugięcia, na kierunek od Ziemi. W takiej sytuacji obserwujemy zjawisko mirażu dolnego – pozornego odbicia światła od powierzchni Ziemi (zjawisko często widoczne nad rozgrzaną słońcem nawierzchnią asfaltową). W odwrotnym przypadku, gdy temperatura powietrza przy powierzchni Ziemi jest znacznie niższa, niż w wyższych warstwach, ugięcie może być większe, niż zakrzywienie skorupy ziemskiej. Dochodzi wtedy do zjawiska mirażu górnego – obiekty położone za horyzontem stają się widoczne powyżej niego.